# Tour de France 1963
Tour de France 1963 byl 50. ročník cyklistického závodu Tour de France. Konal se ve dnech 23. června – 14. července
1963. Trať závodu měřila 4138 km a byla rozdělena do 21. etap, přičemž 2. a 6. etapa byly dělené, kdy 1. polovina byla regulérní etapa a 2. polovina byla časovka. Kromě Francie zavedla trasa cyklisty i do Belgie. Celkovým vítězem se stal již po 4. Francouz Jacques Anquetil.

## Seznam etap

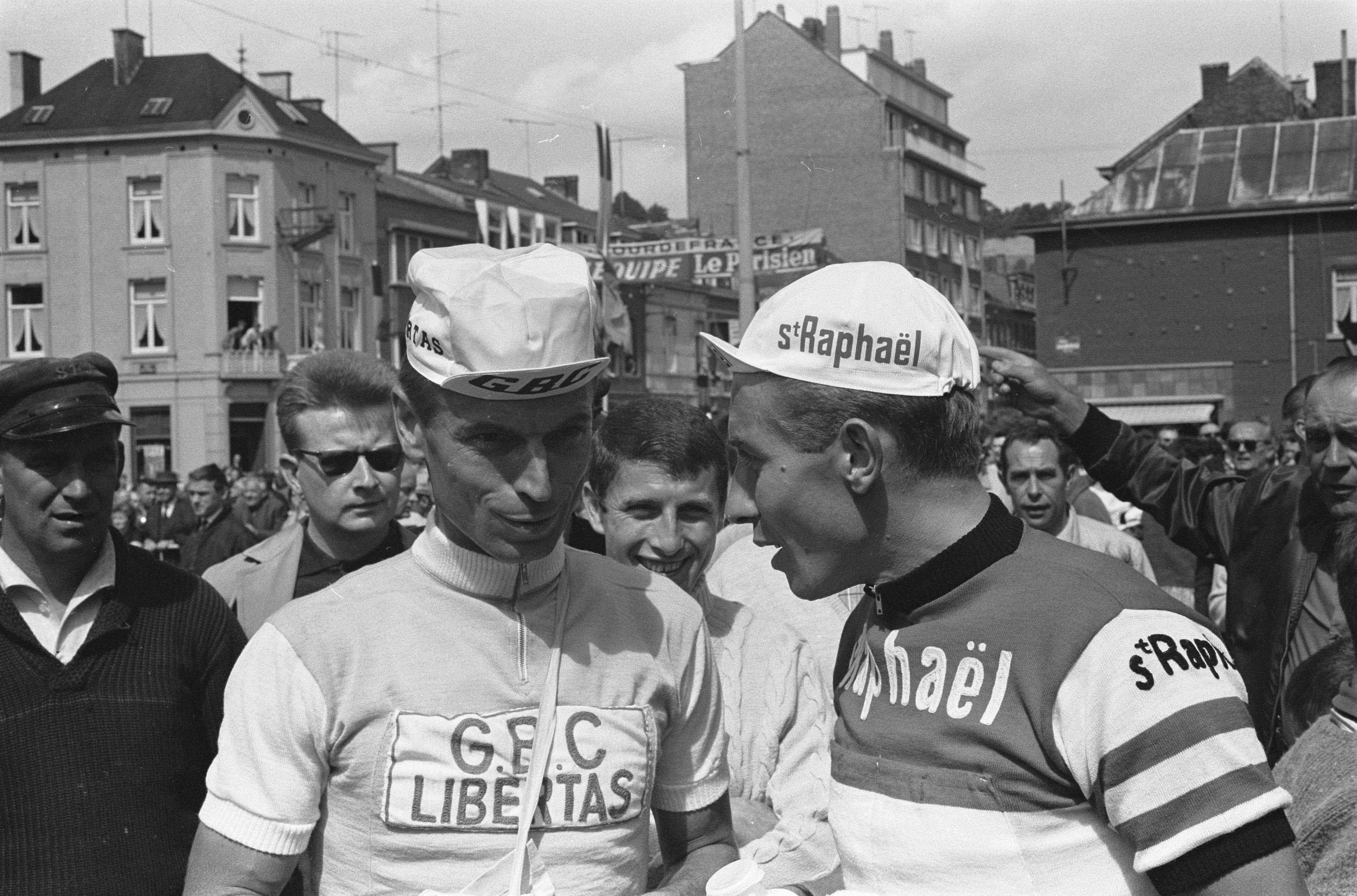
Rik Van Looy a Jacques Anquetil před startem páté etapy v Rouen

50. ročník Tour de France odstartoval 23. června v Paříži a měl jeden odpočinkový v Aurillaku.
| Etapa | Datum  | Trasa                        | Vzdálenost          | Typ etapy           | Typ etapy           | Vítěz etapy               |
| ----- | ------ | ---------------------------- | ------------------- | ------------------- | ------------------- | ------------------------- |
| 1     | 23. 6. | Paříž – Épernay              | 152 km (94 mi)      |                     | Rovinatá etapa      | Eddy Pauwels (BEL)        |
| 2a    | 24. 6. | Reims – Jambes (Belgie)      | 186 km (116 mi)     |                     | Rovinatá etapa      | Rik Van Looy (BEL)        |
| 2b    | 24. 6. | Jambes                       | 22 km (14 mi)       |                     | Časovka družstev    | Pelforth–Sauvage–Lejeune  |
| 3     | 25. 6. | Jambes – Roubaix             | 223 km (139 mi)     |                     | Rovinatá etapa      | Seamus Elliott (IRL)      |
| 4     | 26. 6. | Roubaix – Rouen              | 236 km (147 mi)     |                     | Rovinatá etapa      | Frans Melckenbeeck (BEL)  |
| 5     | 27. 6. | Rouen – Rennes               | 285 km (177 mi)     |                     | Rovinatá etapa      | Antonio Bailetti (ITA)    |
| 6a    | 28. 6. | Rennes – Angers              | 118 km (73 mi)      |                     | Rovinatá etapa      | Roger de Breuker (BEL)    |
| 6b    | 28. 6. | Angers                       | 25 km (16 mi)       |                     | Časovka jednotlivců | Jacques Anquetil (FRA)    |
| 7     | 29. 6. | Angers – Limoges             | 236 km (147 mi)     |                     | Rovinatá etapa      | Jan Janssen (NED)         |
| 8     | 30. 6. | Limoges – Bordeaux           | 232 km (144 mi)     |                     | Rovinatá etapa      | Rik van Looy (BEL)        |
| 9     | 1. 7.  | Bordeaux – Pau               | 202 km (126 mi)     |                     | Rovinatá etapa      | Pino Cerami (BEL)         |
| 10    | 2. 7.  | Pau – Bagnères-de-Bigorre    | 148 km (92 mi)      |                     | Horská etapa        | Jacques Anquetil (FRA)    |
| 11    | 3. 7.  | Bagnères-de-Bigorre – Luchon | 131 km (81 mi)      |                     | Horská etapa        | Guy Ignolin (FRA)         |
| 12    | 4. 7.  | Luchon – Toulouse            | 173 km (107 mi)     |                     | Horská etapa        | André Darrigade (FRA)     |
| 13    | 5. 7.  | Toulouse – Aurillac          | 234 km (145 mi)     |                     | Rovinatá etapa      | Rik van Looy (BEL)        |
| 14    | 7. 7.  | Aurillac – Saint-Étienne     | 237 km (147 mi)     |                     | Rovinatá etapa      | Guy Ignolin (FRA)         |
| 15    | 8. 7.  | Saint-Étienne – Grenoble     | 174 km (108 mi)     |                     | Horská etapa        | Federico Bahamontes (ESP) |
| 16    | 9. 7.  | Grenoble – Val-d'Isère       | 202 km (126 mi)     |                     | Horská etapa        | Fernando Manzaneque (ESP) |
| 17    | 10. 7. | Val d'Isère – Chamonix       | 228 km (142 mi)     |                     | Horská etapa        | Jacques Anquetil (FRA)    |
| 18    | 11. 7. | Chamonix – Lons-le-Saunier   | 225 km (140 mi)     |                     | Horská etapa        | Frans Brands (BEL)        |
| 19    | 12. 7. | Arbois – Besançon            | 54 km (34 mi)       |                     | Časovka jednotlivců | Jacques Anquetil (FRA)    |
| 20    | 13. 7. | Besançon – Troyes            | 234 km (145 mi)     |                     | Rovinatá etapa      | Roger de Breuker (BEL)    |
| 21    | 14. 7. | Troyes – Paříž               | 185 km (115 mi)     |                     | Rovinatá etapa      | Rik Van Looy (BEL)        |
|       | Celkem | Celkem                       | 4 138 km (2 571 mi) | 4 138 km (2 571 mi) | 4 138 km (2 571 mi) | 4 138 km (2 571 mi)       |

## Pořadí
| Pořadí | Závodník                  | Tým                               | Čas       |
| ------ | ------------------------- | --------------------------------- | --------- |
| 1      | Jacques Anquetil (FRA)    | Saint-Raphaël–Gitane–R. Geminiani | 113:30:05 |
| 2      | Federico Bahamontes (ESP) | Margnat–Paloma–Dunlop             | + 3:35    |
| 3      | José Perez-Frances (ESP)  | Ferrys                            | + 10:14   |
| 4      | Jean-Claude Lebaube (FRA) | Saint-Raphaël–Gitane–R. Geminiani | + 11:55   |
| 5      | Armand Desmet (BEL)       | Flandria–Faema                    | + 15:00   |
| 6      | Angelino Soler (ESP)      | Flandria–Faema                    | + 15:04   |
| 7      | Renzo Fontona (ITA)       | I.B.A.C.–Molteni                  | + 15:27   |
| 8      | Raymond Poulidor (FRA)    | Mercier–BP–Hutchinson             | + 16:46   |
| 9      | Hans Junkermann (FRG)     | Wiel's–Groene Leeuw               | + 18:53   |
| 10     | Rik Van Looy (BEL)        | G.B.C.–Libertas                   | + 19:24   |